# Étobon
Étobon település Franciaországban, Haute-Saône megyében. Lakosainak száma 277 fő (2022. január 1.). Étobon Champagney, Belverne, Chenebier, Clairegoutte és Luze községekkel határos.

## Népesség
A település népességének változása:
| Lakosok száma | 305  | 298  | 303  | 288  | 288  | 288  | 288  | 283  | 277  |
|               | 2013 | 2015 | 2016 | 2017 | 2018 | 2019 | 2020 | 2021 | 2022 |